# Rajon Masyr
Der Rajon Masyr (belarussisch Мазырскі раён Mosyrski rajon; russisch Мозырский район Mosyrski rajon) ist eine Verwaltungseinheit in der Homelskaja Woblasz in Belarus mit dem administrativen Zentrum in der Stadt Masyr. Der Rajon hat eine Fläche von 1603,47 km² und umfasst 90 ländliche Siedlungen.

## Geographie
Der Rajon Brahin liegt im südwestlichen Teil der Homelskaja Woblasz.

### Nachbarrajone
Die Nachbarrajone sind alle in der Homelskaja Woblasz im Norden Petrykau und Kalinkawitschy, im Osten Chojniki, Süden Naroulja und Jelsk und im Westen Iwankiw in der Ukraine und im Nordwesten Leltschyzy.

## Administrative Gliederung
| Dorfsowjets 1. Barbarouski 2. Kamenski 3. Kosenski 4. Krynitschny 5. Machnawizki 6. Michalkauski 7. Asawezki 8. Prudkouski 9. Skrygalauski 10. Slabadski | Städte 1. Masyr |